# Trichanthera gigantea
Genre
Espèce
Statut de conservation UICN

 LC  : Préoccupation mineure
Trichanthera gigantea est une espèce de plantes à fleurs dicotylédones de la famille des Acanthaceae. C'est un arbre originaire d'Amérique du Sud et d'Amérique centrale. C'est l'unique espèce du genre Trichanthera (genre monotypique). 

## Description
C'est un petit arbre, pouvant atteindre 5 mètres de haut.

## Utilisation
L'espèce est cultivée dans certains pays pour ses feuilles riches en protéines.

## Taxinomie

### Synonymes
Selon The Plant List (28 décembre 2019) :
- Besleria surinamensis Miq.
- Clerodendrum verrucosum Splitg. ex de Vriese
- Ruellia gigantea Humb. & Bonpl.
- Trixanthera angularis Raf.

### Liste des variétés
Selon Tropicos (28 décembre 2019) :
- Trichanthera gigantea var. guianensis Gleason